# Columbijský ledovec (Washington)

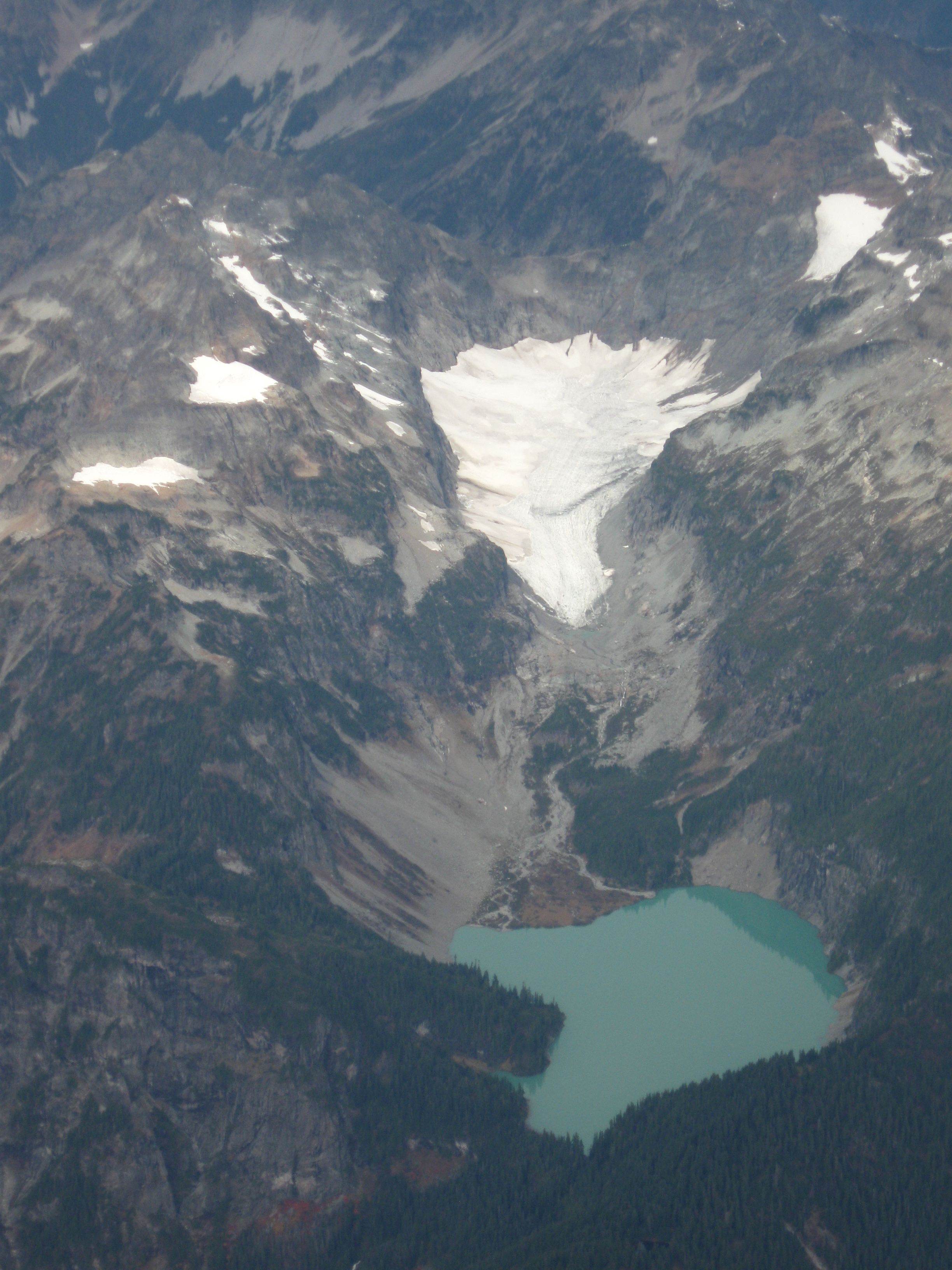
Letecký pohled na ledovec.

Columbijský ledovec se nachází v divočině Henryho M. Jacksona v americkém státě Washington. Stoupá z nadmořské výšky 1 432 metrů do 1 706 metrů a obléhají jej vrcholy Columbia Peak, Monte Cristo Peak a Kyes Peak. Jedná se o zdroj vody pro jezero Blanca Lake, odkud je voda prostřednictvím potoka Troublesome Creek odváděna do severního ramene Skykomišské řeky. Mezi lety 1979 a 2004 ledovec ustoupil o 85 metrů, za což může nižší přísun sněhu v zimě a větší tání ledu v létě. Kvůli nerovnováze ledovce s místním počasím bude jeho ústup pokračovat.